# Lothar Deplazes
Lothar Desplazes (Sagogn, Grisons, 14 d'agost de 1939) és un poeta i dramaturg suís en llengua romanx.
Fa els seus estudis d'escola secundària a Mustér i la carrera d'Història i Germanística a Zúric, finalitzant amb un doctorat sobre història medieval de Grisons. Col·labora amb el Centre d'Investigació per a la Història i l'Onomàstica del cantó de Ticino i és docent encarregat de medievalística a la universitat de Zuric. Ha editat nombrosos documents medievals del Ticino i italians i d'estudis sobre història medieval. Des de 1991, conjuntament amb Otto P. Clavadetscher, edita el llibre de documents medievals del cantó dels Grisons (Bündner Urkundenbuch).

## Obra
- Il cerchel magic (quatre actes, 1986)
- Il semiader (quatre actes, 1996)
- Tredischin (1996)